# Lilo Friedrich
Lilo Friedrich (* 2. Februar 1949 in Wesel) ist eine deutsche Politikerin einer Monheimer Wählergemeinschaft, davor war sie in der SPD aktiv.

## Politik
Lilo Friedrich war in den Jahren von 1984 bis 2009 Mitglied der SPD und von 1998 bis 2005 Abgeordnete im Deutschen Bundestag für den Wahlkreis Mettmann I. Nach eigener Aussage verlor sie vor der Bundestagswahl 2005 ihren sicheren Listenplatz, weil sie die Hartz-IV-Gesetze kritisierte. Nachdem ihr 2009 in der Monheimer SPD Vorsitz und eigener Wahlkreis versagt blieben und auch ihr Ehemann Karl-Heinz nicht wieder als Kandidat für den Mettmanner Kreistag aufgestellt wurde, engagierte sie sich im Vorstand der freien Wählergemeinschaft Menschen für Monheim und trat am 8. April 2009 gemeinsam mit ihrem Ehemann aus der SPD aus.

## Leben
Lilo Friedrich war nach ihrem Ausscheiden aus dem Bundestag lange Zeit arbeitslos, obwohl sie sich intensiv um einen Job bemühte und nach eigenen Angaben über 100 Bewerbungen schrieb. Friedrich stieg schließlich als selbstständige Unternehmerin in die Reinigungsbranche ein und arbeitet seitdem als Putzfrau. Ihre erlebten Erfahrungen machte sie im August 2006 publik und war mehrmals im Fernsehen präsent.
Lilo Friedrich ist verheiratet, hat sechs Kinder (zwei davon leiblich, zwei adoptierte und zwei Pflegekinder) und lebte viele Jahre in Monheim am Rhein.